# Dołhe (obwód iwanofrankiwski)
Dołhe (hist. pol. Długie, Dłuhe; ukr. Довге, Dowhe) – wieś na Ukrainie, w obwodzie iwanofrankiwskim, w rejonie tyśmienickim; w zakolu Dniestru, który dzieli ją na część lewobrzeżną i prawobrzeżną.

## Historia
Wieś została założona w 1437 roku.

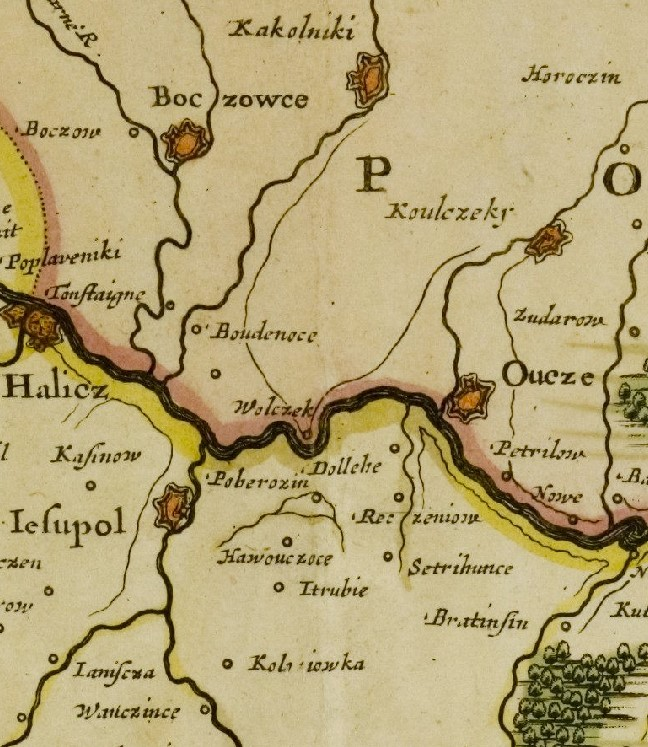
Dołhe (Dollehe) 1670

W okresie I Rzeczypospolitej wieś leżała w prowincji małopolskiej, w województwie ruskim, w ziemi halickiej, w powiecie halickim. W 1445 właścicielem wsi był Rosusz z Cehłowa, a od 1506 dzierżawcą był Piotr Rożniewski. 
W czasach Królestwa Galicji i Lodomerii wieś należała do klucza marjampolskiego księżnej Anny Jabłonowskiej. 
Wg spisu z 1905 Dołhe i Oswaldówka stanowiły własność tabularną Maria Torosiewicz. 
W II Rzeczypospolitej miejscowość należała do gminy wiejskiej Roszniów w powiecie tłumackim, w województwie stanisławowskim. 
Dwór należał do Franciszka Smolki.
Po II wojnie światowej obszar gminy został odłączony od Polski i włączony do Ukraińskiej SRR.
W 2001 roku wieś liczyła 779 mieszkańców.